# فرد کلمن
فرد کلمن (آلمانی: Fred Kelemen؛ زادهٔ ۶ ژانویهٔ ۱۹۶۴) کارگردان سینما و تئاتر، فیلم‌بردار و فیلم‌نامه‌نویس اهل آلمان است. سوزان سانتاگ در اواسط دهه ۱۹۹۰ با قیاس کارهای کلمن با الکساندر سوکوروف، بلا تار و شاروناس بارتاس موجب شهرت آثار او شد.

## فیلم‌شناسی

### فیلم‌بردار
۲۰۰۷- مردی از لندن
۲۰۱۱- اسب تورین